# Polygala aphylla
Polygala aphylla är en jungfrulinsväxtart som beskrevs av Alfred William Bennett. Polygala aphylla ingår i släktet jungfrulinssläktet, och familjen jungfrulinsväxter. Inga underarter finns listade i Catalogue of Life.